# 783年
| 千纪： | 1千纪                                                                                           |
| 世纪： | 7世纪 \| 8世纪 \| 9世纪                                                                         |
| 年代： | 750年代 \| 760年代 \| 770年代 \| 780年代 \| 790年代 \| 800年代 \| 810年代                       |
| 年份： | 778年 \| 779年 \| 780年 \| 781年 \| 782年 \| 783年 \| 784年 \| 785年 \| 786年 \| 787年 \| 788年 |
| 纪年： | 癸亥年（猪年）；唐建中四年；南诏见龙四年；朱泚应天元年；日本延曆二年；渤海国大興四十六年        |

## 大事记
- 唐朝與吐蕃舉行清水之盟，割讓被吐蕃占領的鳳翔以西的廣大地區，隴右節度使張鎰與幕府齊映、齊抗、鴻臚卿崔漢衡、計會使于頔、樊澤、入蕃使判官常魯在清水縣，與吐蕃大相尚結贊、大將論悉頰藏、論臧熱、論利陀、論力徐會盟，厘定兩國邊界，兩國改以賀蘭山為界。
- 八月，叛唐的淮西節度使李希烈發兵三萬，圍攻河南襄城（今河南襄縣）。
- 九月，唐德宗為解襄城之圍，詔令涇原節度使等各道兵馬援救襄城。
- 十月，涇原節度使姚令言率五千士卒抵長安，士兵發生嘩變，涇原兵與李忠臣、張光晟等推朱泚为首起兵反唐，姚令言亦附泚，攻入長安，令唐德宗一度出逃奉天，朱泚自稱大秦皇帝，改元應天，以李忠臣為京師留守進攻奉天，河中節度使李懷光奉命入援，是為涇原兵變。